# Pointe (archéologie)
Pour les articles homonymes, voir Pointe.

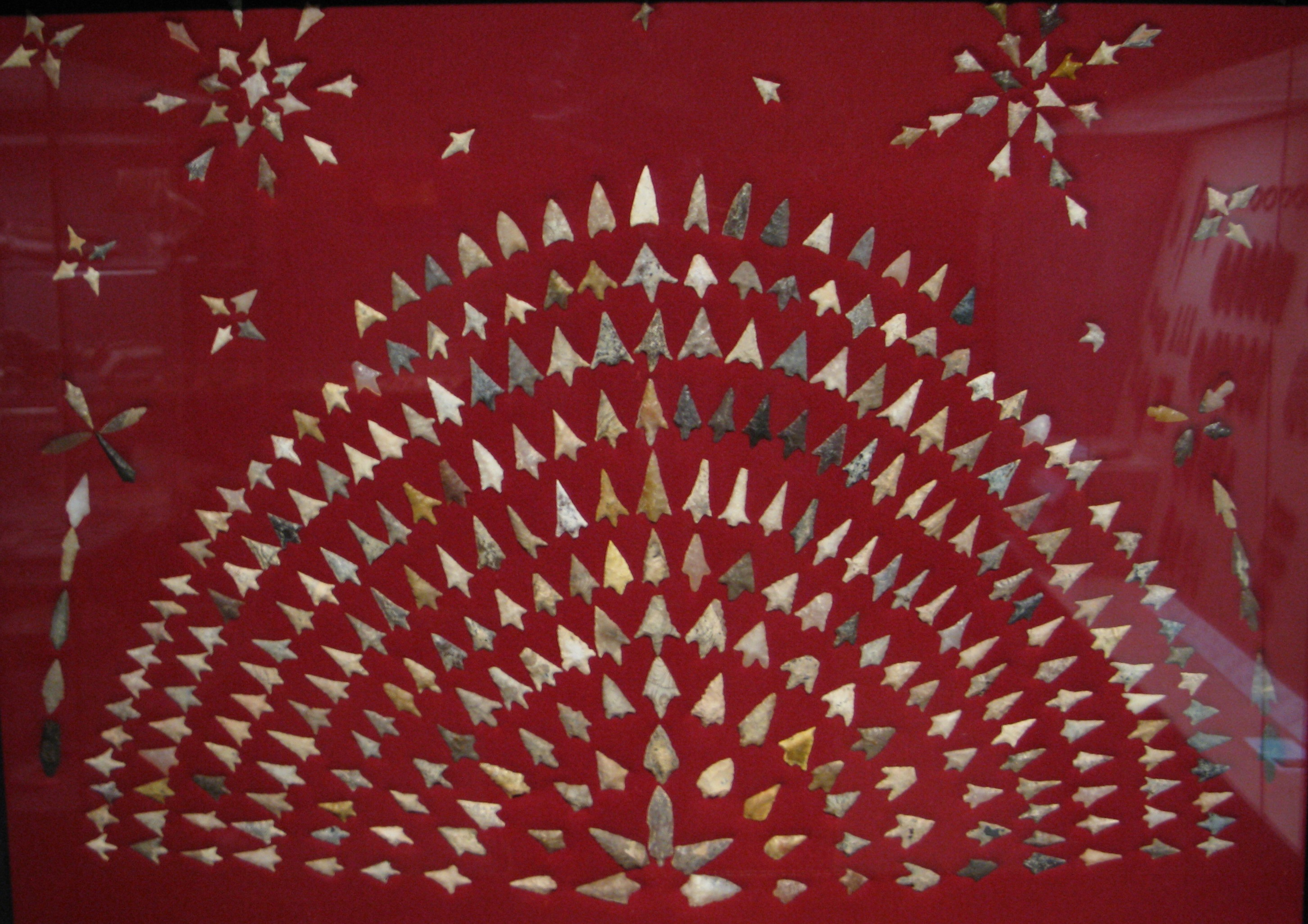
Pointes de flèche sahariennes

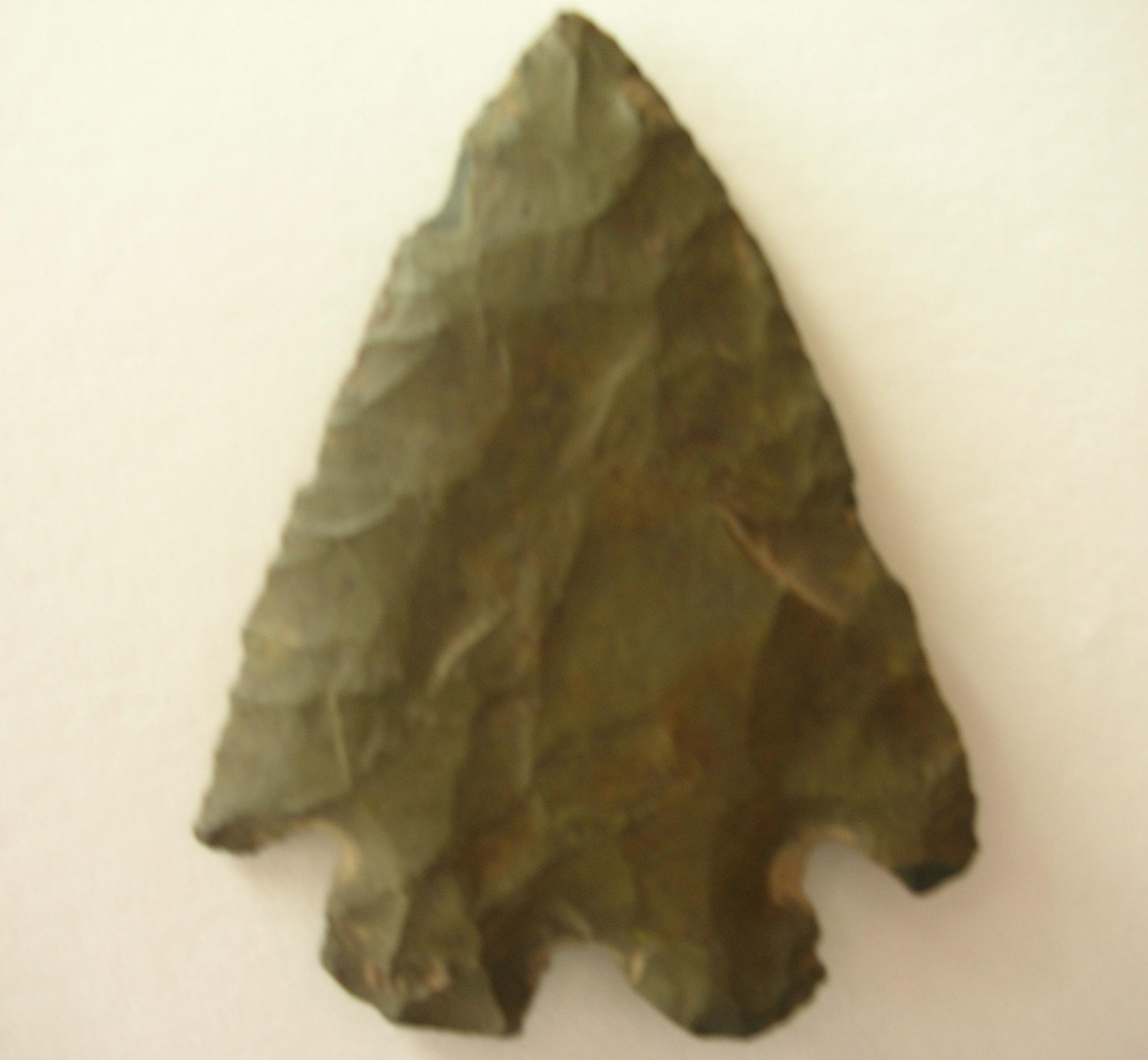
Pointe de flèche en pierre taillée

En archéologie préhistorique, une pointe est un objet taillé fixé sur un manche en bois, pour former une arme d'estoc, comme un épieu, un poignard, ou une arme de jet, comme une lance, une sagaie, une flèche.

## Description
Les pointes sont souvent de riches indices sur le passé préhistorique, tant chaque culture a pu spécialiser leur fabrication avec ses propres caractéristiques. Les analyses de ces particularités ainsi que de la roche qui a servi à la fabrication peuvent permettre de trouver leur région d'origine et d'imaginer des échanges commerciaux.
Les pointes les plus anciennes sont en pierre taillée, puis on en trouve faites de bois de cervidé ou d'os. Avec l'émergence de la métallurgie, les pointes ont été forgées plus tard en bronze, puis en fer.

## Paléolithique moyen
L'apparition de pointes lithiques emmanchées dans le registre archéologique est l'un des marqueurs du début du Paléolithique moyen, avec les nouvelles méthodes de débitage de la pierre, telles que la méthode Levallois.

### Pointe des Cottés
Tirant son nom de la grotte des Cottés à Saint-Pierre-de-Maillé (Vienne), elle est un fossile directeur du Châtelperronien « évolué »,.
Soressi la définit comme une « pointe de Châtelperron élancée ». Pradel la décrit comme un outil lithique à bords abattus, plus effilé, plus étroit, plus mince et en somme plus leptolithique que ceux de Châtelperron (grotte des Fées) et moins que ceux de la Gravette (sur Bayac en Dordogne).

### Pointe de la Font-Robert
Marqueurs du Gravettien occidental entre 28 000 ans et 23 000 ans AP, il semble qu'elles apparaissent plus tôt dans le nord que dans le Périgord. Elles sont munies d'un pédoncule (aussi appelé « soie ») et d'un limbe large en forme triangulaire ou losangique. 
Elles sont présentes principalement dans le sud-ouest français, et aussi dans quelques sites en Belgique, Allemagne, Luxembourg et Grande-Bretagne. Le site éponyme est l'abri de Font-Robert en Corrèze, dans la vallée de Planchetorte  sur la commune de Brive-la-Gaillarde au sud de cette ville. Les pointes trouvées au site éponyme sont particulièrement petites.

### Pointe de Font-Yves
C'est une petite pointe à bords abattus par des retouches semi-abruptes. Le site éponyme est l'abri de Font-Yves en Corrèze, dans la vallée de Planchetorte sur la commune de Brive-la-Gaillarde au sud de cette ville près de Bassaler.

### Pointe du Solutréen
Elles ont une forme en losange.

### Pointe de Lussac-Angles
Elle prend son nom des sites éponymes dans la Vienne : la Marche à Lussac-les-Châteaux et le Roc-aux-Sorciers à Angles-sur-l'Anglin.
C'est une pointe à biseau simple, datée du tout début du Magdalénien moyen (vers 15000 AP).
Pour plus de détails, voir l'article « Sagaie », section « Sagaie de Lussac-Angles ».

## Transition Paléolithique-Mésolithique

### Pointes de Malaurie
Ces pointes, associées notamment à des rectangles, sont typiques du Laborien.

## Galerie

Exemples de pointes avec quelques variations de forme
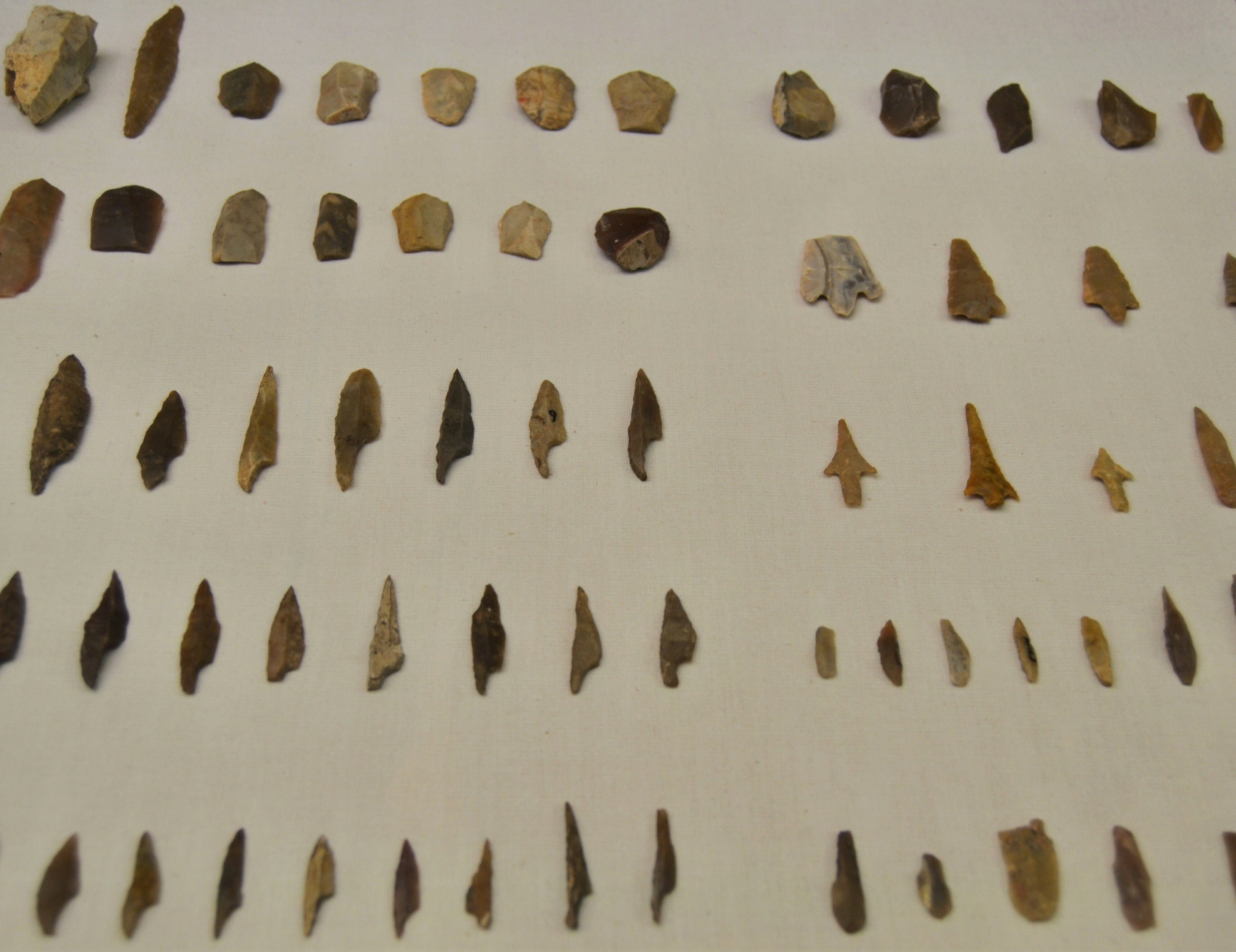
Parpalló et les Malladetes. Musée de Préhistoire de Valence (Espagne)
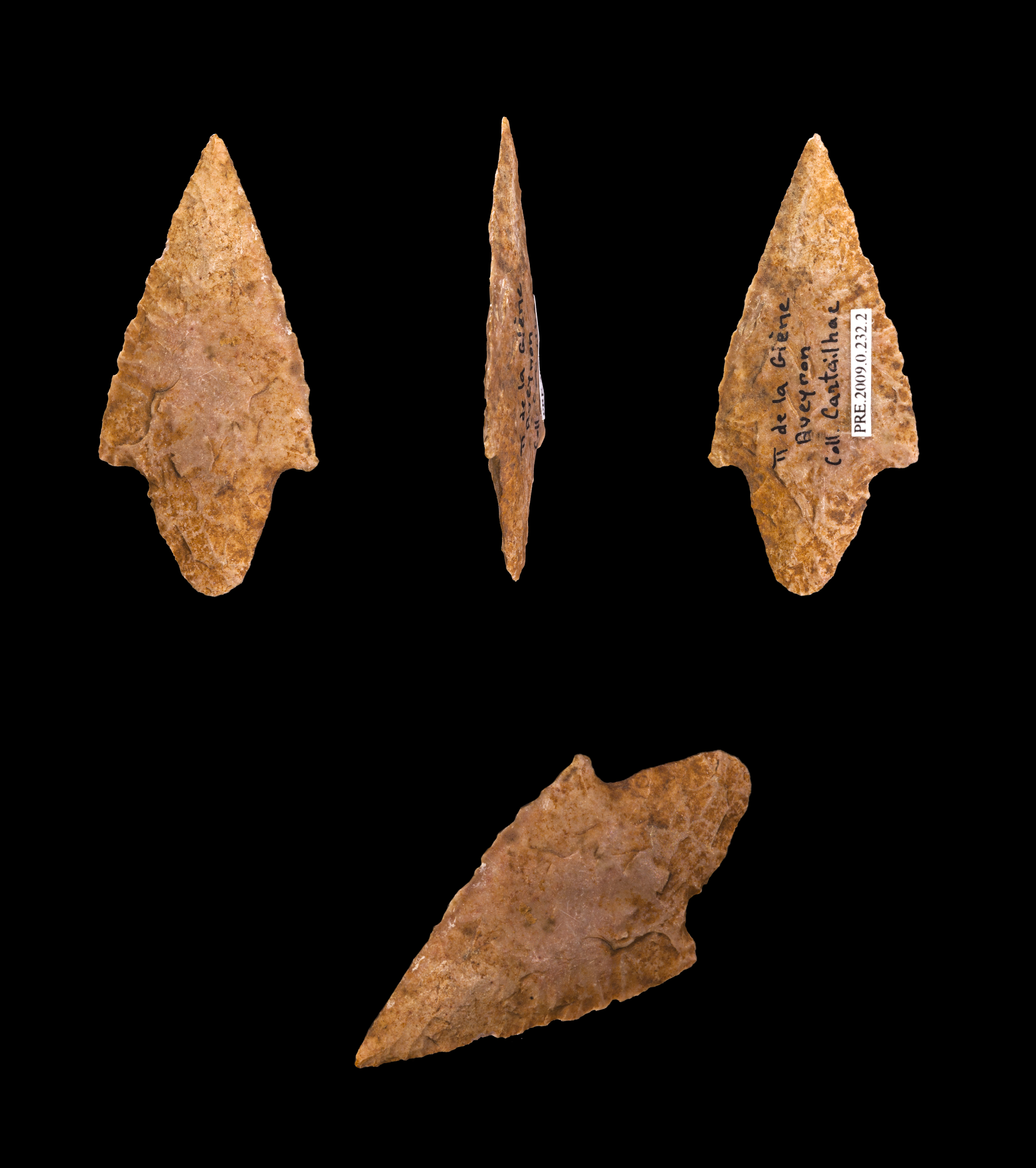
Pointe de flèche à pédoncule et épaulements en chaille. Néolithique final (Culture des Treilles, 3300 à 2400 av. J.-C.), dolmen de la Glène (Saint-Léons, Aveyron). Coll. Émile Cartailhac, Muséum de Toulouse
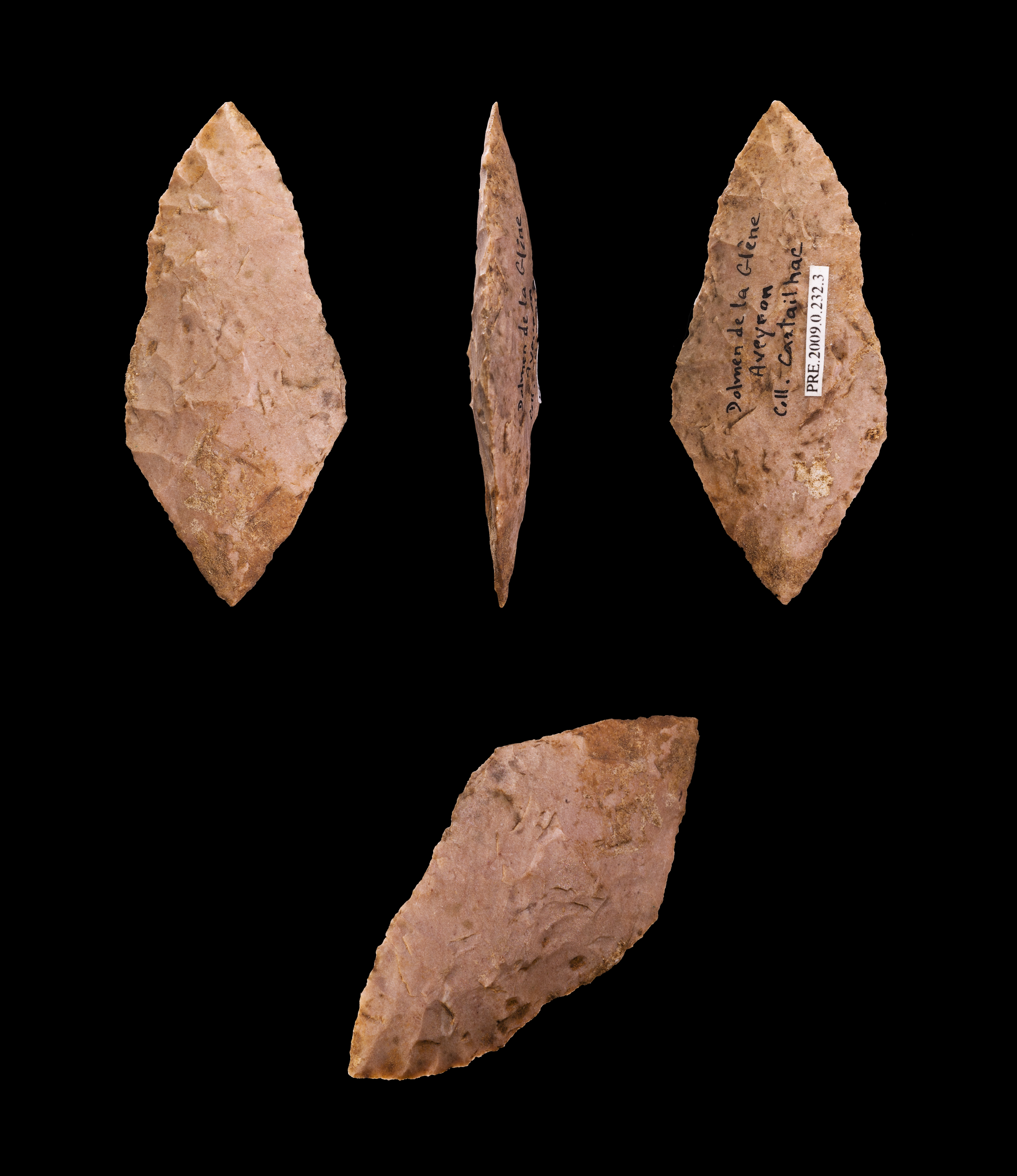
Pointe de flèche en losange, en chaille. Néolithique final (Culture des Treilles, 3300 à 2400 av. J.-C.), dolmen de la Glène (Saint-Léons, Aveyron). Coll. Émile Cartailhac, Muséum de Toulouse
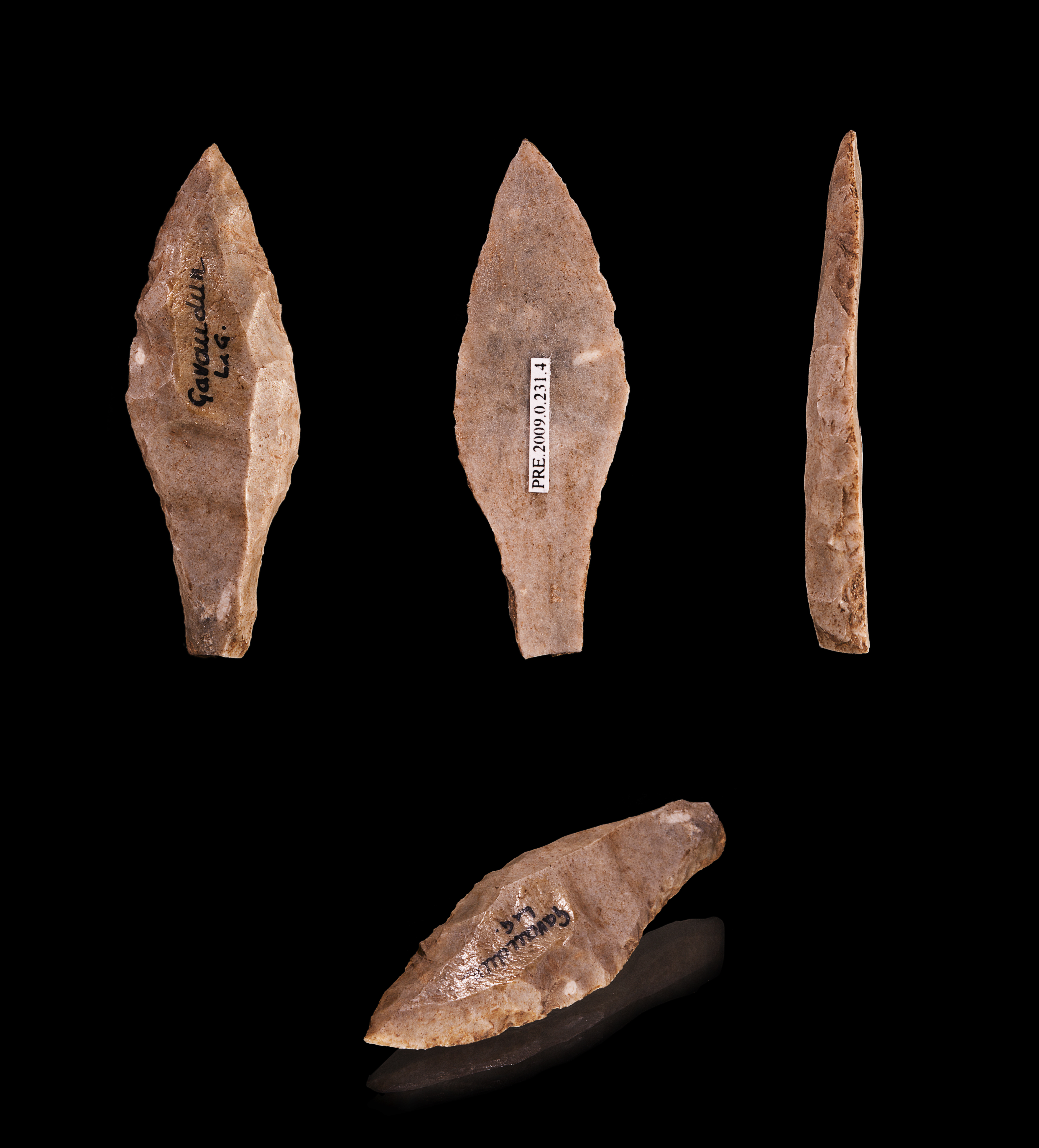
Pointe de Font-Robert, Gavaudun près de Fumel, Lot-et-Garonne, 1908. Coll. Henri Breuil
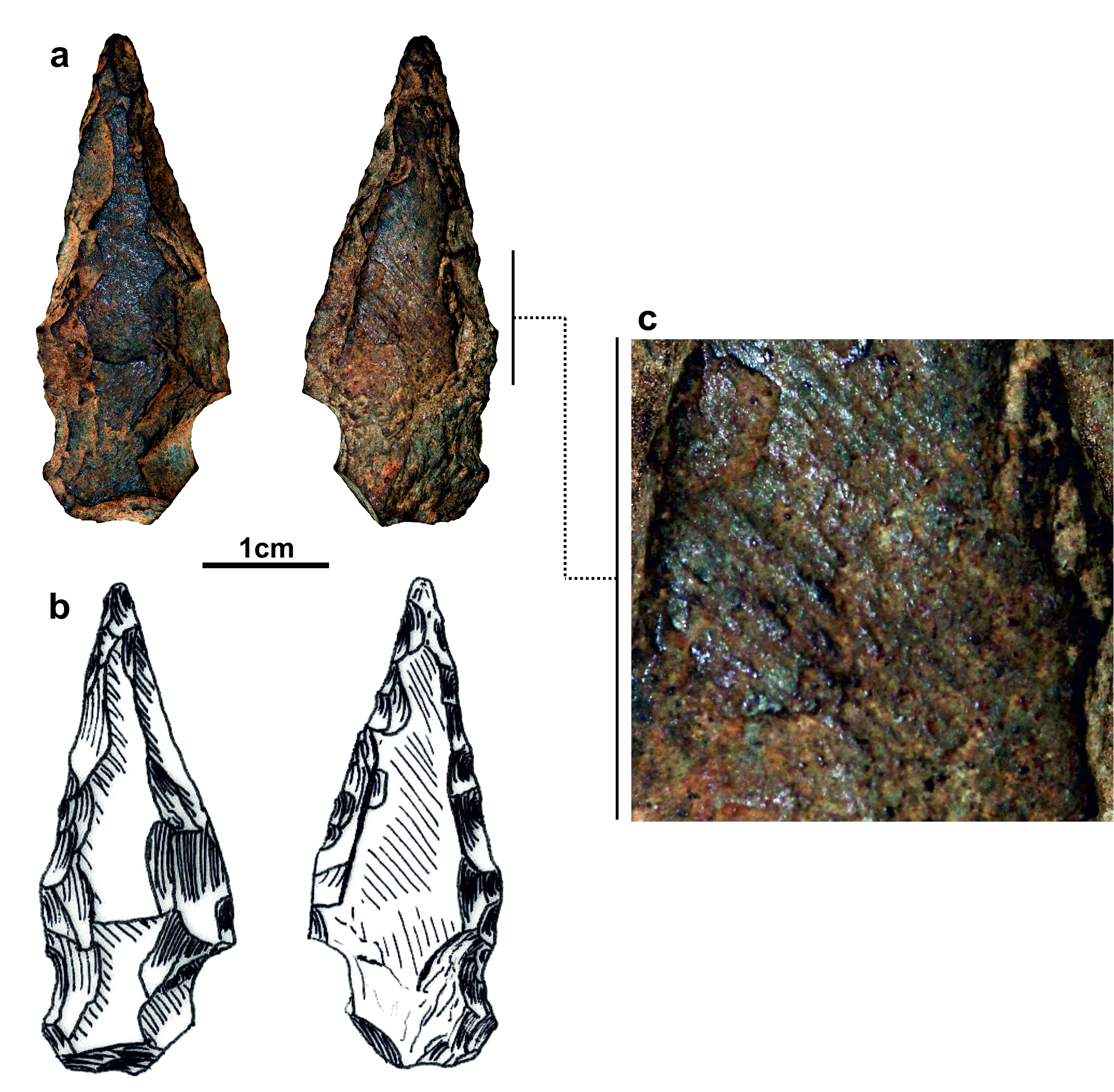
Lapa do Santo (en)[13], Brésil
- Coqueirinho (région Lagoa Santa, Brésil)